# Lichtenhagen (Knüllwald)
Lichtenhagen ist ein Ortsteil der Gemeinde Knüllwald im nordhessischen Schwalm-Eder-Kreis. Der Ort liegt, von Wald umgeben, im Knüllgebirge am Fuß des Rommelsberges.

## Geschichte
Das "Gericht Rengshausen" mit den Dörfern Hausen, Licherode, Lichtenhagen, Nausis und Nenterode gehörte ab 1579 zum Amt Rotenburg, das von 1627 bis 1835 Teil der Rotenburger Quart war.
Im Zuge der Gebietsreform in Hessen wurde zum 31. Dezember 1971 durch den Zusammenschluss der bis dahin selbstständigen Gemeinden Hausen, Lichtenhagen, Nausis, Nenterode und Rengshausen die neue Großgemeinde mit dem Namen Rengshausen gebildet. Zum 1. Januar 1974 wurde diese Gemeinde, bei der Bildung des Schwalm-Eder-Kreises, mit den Gemeinden Berndshausen und Niederbeisheim kraft Landesgesetz in die Großgemeinde Knüllwald eingemeindet. Für alle ehemaligen Gemeinden wurden Ortsbezirke eingerichtet. Für die nach Knüllwald eingegliederten, ehemals eigenständigen Gemeinden wurde je ein Ortsbezirk mit Ortsbeirat und Ortsvorsteher nach der Hessischen Gemeindeordnung gebildet.

## Bevölkerung
Einwohnerstruktur 2011
Nach den Erhebungen des Zensus 2011 lebten am Stichtag, dem 9. Mai 2011, in Lichtenhagen 51 Einwohner. Darunter waren keine Ausländer. Nach dem Lebensalter waren 6 Einwohner unter 18 Jahren, 18 zwischen 18 und 49, 12 zwischen 50 und 64 und 18 Einwohner waren älter. Die Einwohner lebten in 21 Haushalten. Davon waren 3 Singlehaushalte, 9 Paare ohne Kinder und 6 Paare mit Kindern, sowie 3 Alleinerziehende und keine Wohngemeinschaften. In 9 Haushalten lebten ausschließlich Senioren und in 9 Haushaltungen lebten keine Senioren.
Einwohnerentwicklung
| Lichtenhagen: Einwohnerzahlen von 1834 bis 2011 | Lichtenhagen: Einwohnerzahlen von 1834 bis 2011 | Lichtenhagen: Einwohnerzahlen von 1834 bis 2011 | Lichtenhagen: Einwohnerzahlen von 1834 bis 2011 | Lichtenhagen: Einwohnerzahlen von 1834 bis 2011 |
| --- | ----------------------------------------------- | ----------------------------------------------- | ----------------------------------------------- | ----------------------------------------------- |
| Jahr |                                                 |                                                 |                                                 | Einwohner                                       |
| 1834 | 1834                                            |                                                 | 99                                              | 99                                              |
| 1840 | 1840                                            |                                                 | 92                                              | 92                                              |
| 1846 | 1846                                            |                                                 | 93                                              | 93                                              |
| 1852 | 1852                                            |                                                 | 82                                              | 82                                              |
| 1858 | 1858                                            |                                                 | 77                                              | 77                                              |
| 1864 | 1864                                            |                                                 | 79                                              | 79                                              |
| 1871 | 1871                                            |                                                 | 76                                              | 76                                              |
| 1875 | 1875                                            |                                                 | 70                                              | 70                                              |
| 1885 | 1885                                            |                                                 | 58                                              | 58                                              |
| 1895 | 1895                                            |                                                 | 48                                              | 48                                              |
| 1905 | 1905                                            |                                                 | 67                                              | 67                                              |
| 1910 | 1910                                            |                                                 | 60                                              | 60                                              |
| 1925 | 1925                                            |                                                 | 56                                              | 56                                              |
| 1939 | 1939                                            |                                                 | 65                                              | 65                                              |
| 1946 | 1946                                            |                                                 | 87                                              | 87                                              |
| 1950 | 1950                                            |                                                 | 83                                              | 83                                              |
| 1956 | 1956                                            |                                                 | 75                                              | 75                                              |
| 1961 | 1961                                            |                                                 | 63                                              | 63                                              |
| 1967 | 1967                                            |                                                 | 59                                              | 59                                              |
| 1980 | 1980                                            |                                                 | ?                                               | ?                                               |
| 1990 | 1990                                            |                                                 | ?                                               | ?                                               |
| 2000 | 2000                                            |                                                 | ?                                               | ?                                               |
| 2011 | 2011                                            |                                                 | 51                                              | 51                                              |
| Datenquelle: Historisches Gemeindeverzeichnis für Hessen: Die Bevölkerung der Gemeinden 1834 bis 1967. Wiesbaden: Hessisches Statistisches Landesamt, 1968. Weitere Quellen: LAGIS; Zensus 2011 |                                                 |                                                 |                                                 |                                                 |

Historische Religionszugehörigkeit
| Quelle: Historisches Ortslexikon |                                     |
| • 1885:                          | 58 evangelische (= 100 %) Einwohner |
| • 1961:                          | 63 evangelische (= 100 %) Einwohner |

## Politik
Für Lichtenhagen besteht ein Ortsbezirk (Gebiete der ehemaligen Gemeinde Lichtenhagen) mit Ortsbeirat und Ortsvorsteher nach der Hessischen Gemeindeordnung. Der Ortsbeirat besteht aus fünf Mitgliedern.
Bei den Kommunalwahlen in Hessen 2021 betrug die Wahlbeteiligung zum Ortsbeirat Lichtenhagen 70,73 %. Alle Kandidaten gehörten der „Gemeinschaftsliste Lichtenhagen“ an. Der Ortsbeirat wählte Stefan Eckhardt zum Ortsvorsteher.